# Betty Boop, M.D.
Betty Boop, M.D. (Betty Boop, Doctora en Medicina), es un corto de animación estadounidense de 1932. Fue producido por los estudios Fleischer y distribuido por Paramount Pictures. Perteneciente a la serie de Betty Boop, aparecen en ella, además de Betty Boop, Bimbo y Koko el payaso.

## Argumento
A un pueblo llega un vehículo que anuncia ostentosamente un tónico milagroso (Jippo), remedio para muchos males. Cuando del interior del carromato aparece una rana, la expectación alrededor ya es máxima. 
El batracio presenta ante el auditorio al gran Koko, quien tras realizar un número lleno de contorsiones y sorprendentes transformaciones, pasa a vender el producto salutífero, pero no mueve a nadie a comprárselo.
Salen, a continuación, Betty Boop y Bimbo. Tras ensalzar la bondad del producto cantando, Betty Boop conseguirá con sus explicaciones convencer al público, ayudada también por los maravillosos efectos que la ingesta del producto obra en los primeros compradores. A partir de entonces, el espectador asistirá a una sucesión de divertidos ejemplos de la reacción del bálsamo en los diferentes consumidores, a pesar de que se le descubre su doloso origen.

## Realización
Betty Boop, M.D. fue estrenada el 2 de septiembre de 1932.
En el corto, Betty Boop canta una canción. Después suena la canción "Nobody's Sweetheart" seguida por un fragmento musical scat hasta el final.
Al final del corto, aparece una referencia a El hombre y el monstruo, una película estrenada en enero de ese mismo año por la misma distribuidora, basada en El Dr. Jekyll y Mr. Hyde, conocidísimo relato de Robert L. Stevenson y bastante versionado cinematográficamente.